# Magali Mendy
Magali Mendy (Choisy-le-Roi, Val-de-Marne, 6 de febrer de 1990) és una jugadora de bàsquet francesa.
Aler, debutà a la Ligue 2 francesa amb el Reims Basket (2008-10) i, posteriorment, jugà en diversos equips, Pleyber-Christ (2010-11), Étoile de Voiron (2011-12), Avenir Basket Chartres (2013-15). També jugà a la lliga alemanya al Keltern la temporada 2015-16 i l'any següent tornà a jugar amb l'AB Chartres, essent escollida millor jugadora de la Segona divisió francesa. La temporada 2017-18 fitxà per l'Uni Girona Club de Bàsquet, amb el qual guanyà una Lliga catalana i disputà l'Eurocopa femenina. Considerada com una de les revelacions de la temporada, l'abril de 2018 fitxà per l'ESB Villeneuve-d'Ascq i debutà a la Primera divisió francesa i competí a l'Eurolliga femenina. Tornà a l'Uni Girona la temporada 2019-20 amb el qual guanyà una Lliga catalana, essent escollida MVP del torneig, i una Supercopa d'Espanya. A més, fou la màxima anotadora de l'equip gironí a l'Eurolliga (14 punts per partit) i l'abril de 2020 fitxà pel Tango Bourges Basket. L'any següent fitxà pel Flammes Carolo i el desembre de 2021 es desvinculà del club francès i fitxà, per tercer cop, per l'Uni Girona. Durant la pretemporada de 2022-23, comunicà el seu embaràs que la mantingué de baixa maternal durant vuit mesos, tornant a competir l'octubre de 2023.
Internacional amb la selecció francesa, disputà un partit amistós el novembre de 2019 contra la selecció espanyola.